# Accordo di Dayton

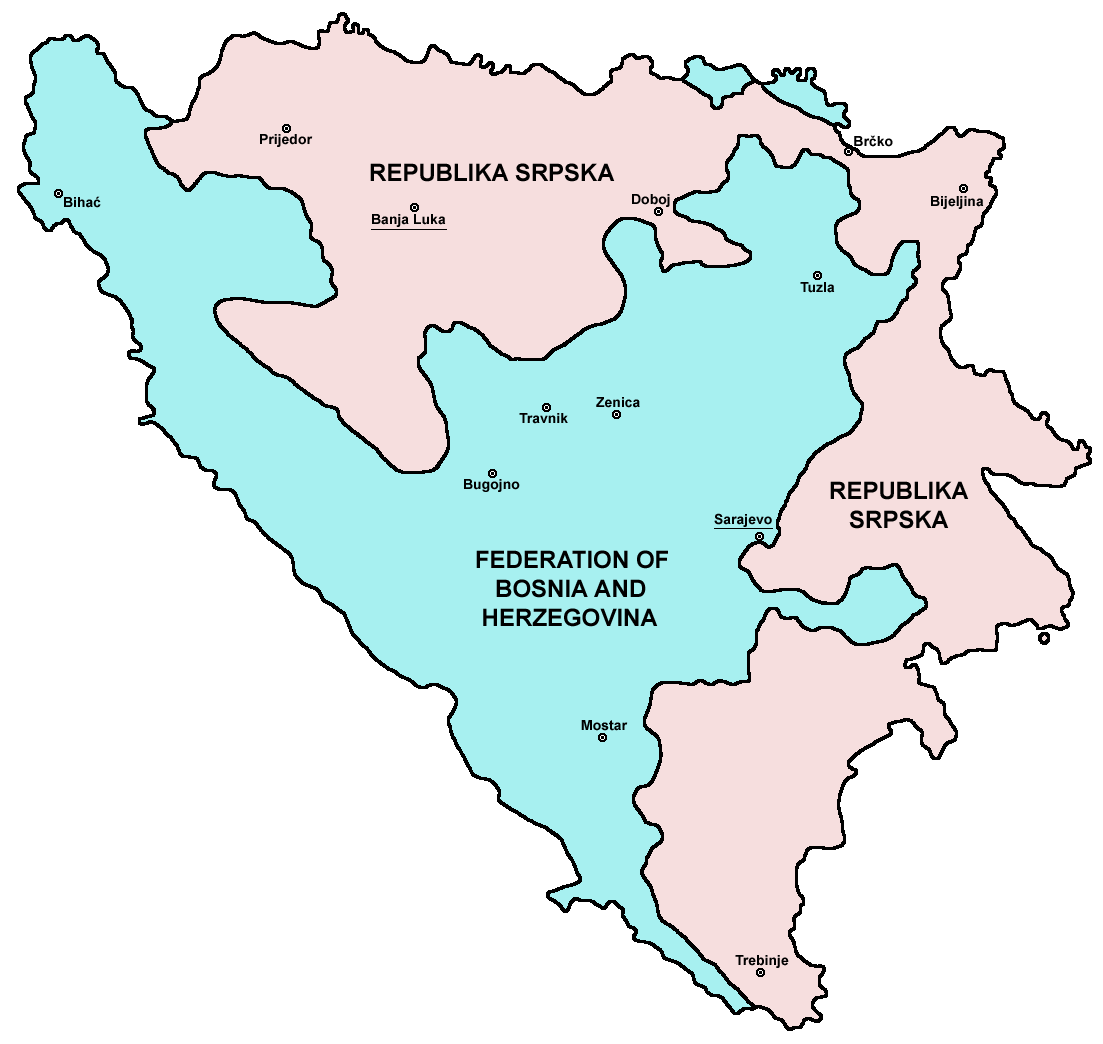

L'Accordo di Dayton (più precisamente l'Accordo Quadro Generale Per la Pace in Bosnia ed Erzegovina, in inglese: General Framework Agreement for Peace (GFAP)), anche conosciuto come Protocollo di Parigi, fu stipulato tra il 1° e il 21 novembre 1995 nella base aerea USAF Wright-Patterson di Dayton, Ohio (USA), con il quale ebbe termine la guerra in Bosnia ed Erzegovina.

## Soggetti partecipanti
Parteciparono ai colloqui di pace tutti i più importanti rappresentanti politici della regione: Slobodan Milošević, presidente della Jugoslavia e rappresentante degli interessi dei Serbo-bosniaci (Karadžić era assente), il presidente della Croazia Franjo Tuđman e il presidente della Bosnia Erzegovina Alija Izetbegović, accompagnato dal ministro degli esteri bosniaco Muhamed "Mo" Sacirbey. La conferenza di pace fu guidata dal mediatore statunitense Richard Holbrooke, assieme all'inviato speciale dell'Unione Europea Carl Bildt e al viceministro degli esteri della Federazione Russa Igor' Ivanov.

## Contenuto
L'accordo (formalizzato a Parigi il 14 dicembre 1995) sanciva l'intangibilità delle frontiere, uguali ai confini fra le repubbliche federate della RSFJ, e prevedeva la creazione di due entità interne allo Stato di Bosnia Erzegovina: Federazione croato-musulmana, che detiene il 51% del territorio bosniaco (con 92 municipalità), e Repubblica Srpska (49% del territorio con 64 municipalità). L'accordo prevede il passaggio, o meglio il ritorno, della Slavonia Orientale alla Croazia, occupata fino alla fine della guerra dalle forze serbe.
Altra voce importante di questo accordo è la possibilità dei profughi di fare ritorno presso i propri paesi di origine. Vengono facilitate e privilegiate anche le possibilità di cooperazione tra gli stati che hanno sottoscritto l'accordo.
Il 14 giugno 1996 a Firenze (Italia), in applicazione dell’art. IV, Allegato I-B dell'accordo di Dayton, le parti hanno firmato l'accordo sul controllo armamenti sub-regionale finalizzato a limitare gli armamenti nell'area.

## Il nuovo assetto istituzionale
Le due entità create sono dotate di poteri autonomi in vasti settori, ma sono inserite in una cornice statale unitaria. Alla Presidenza collegiale del Paese (che ricalca il modello della vecchia Jugoslavia del dopo Tito) siedono un serbo, un croato e un musulmano, che a turno, ogni otto mesi, si alternano nella carica di presidente (primus inter pares).
Particolarmente complessa fu la struttura legislativa scaturente: ciascuna entità è dotata di un parlamento locale: la Repubblica Serba di un'assemblea legislativa unicamerale, mentre la Federazione Croato-Musulmana di un organo bicamerale. A livello statale vengono invece eletti ogni quattro anni gli esponenti della Camera dei rappresentanti del parlamento, formata da 42 deputati, 28 eletti nella Federazione e 14 nella RS; infine della Camera dei popoli fanno parte 5 serbi, 5 croati e 5 musulmani.